# رايموند كاتل
رايموند بيرنارد كاتل (Raymond Bernard Cattell) (ولد في 20 من مارس 1905م – وتوفي في 2 من فبراير 1998م) وهو عالم نفسي، أمريكي من أصل بريطاني، ومشهور باكتشافه للعديد من المجالات المتعلقة بعلم النفس. وتتضمن هذه المجالات: الأبعاد الأساسية للشخصية والحالة المزاجية وسلسلة القدرات الإدراكية والأبعاد الديناميكية للدافع والعاطفة والأبعاد الإكلينيكية للشخصية وأنماط سلوك الجماعة والسلوك الاجتماعي وتطبيق أبحاث الشخصية على العلاج النفسي ونظرية التعليم وعوامل التنبؤ بالإبداع والقدرة على الإنتاج فضلاً عن العديد من مناهج الأبحاث العلمية لاستكشاف وتقييم هذه المجالات. وقد اشتهر كاتل بأبحاثه المثمرة طوال فترة حياته التي بلغت 92 عامًا، حيث قام بتأليف والاشتراك في تأليف ما يزيد على 50 كتابًا و500 مقالة وما يزيد على 30 اختبارًا معياريًا. فوفقًا للتصنيف الشهير، جاء كاتل في المرتبة السادسة عشرة لأكثر علماء النفس المؤثرين والبارزين في القرن العشرين.
وكأي عالم نفس، تم تكريس جهود كاتل تكريسًا صارمًا للمنهج العلمي. حيث كان من المناصرين الأُول لاستخدام المناهج التحليلية للعوامل (factor analytical methods) بدلاً مما أسماه «التطوير اللفظي للنظرية» لاستكشاف الأبعاد الأساسية للشخصية والدافع والقدرات الإدراكية. وتتمثل إحدى أهم نتائج تطبيق تحليل العوامل الخاص بكاتل في اكتشافه لـ 16 عاملاً تشكل الأساس للشخصية البشرية. وأطلق على هذه العوامل اسم «سمات المصدر» نظرًا لاعتقاده أن هذه العوامل توفر المصدر الرئيس للسلوكيات الظاهرية التي نعتقد أنها تمثل الشخصية. وتعرف نظرية عوامل الشخصية والمعيار المستخدم في قياسها 16 نموذجًا لعوامل الشخصية و16 استبيانًا لعامل الشخصية على التوالي.
وعلى الرغم من اشتهار كاتل بتحديد أبعاد الشخصية، قام أيضًا بدراسة الأبعاد الأساسية للنطاقات الأخرى: الذكاء والدافع والمصالح المهنية. وقام كاتل بوضع نظرية لوجود عوامل الذكاء السائل والذكاء المتبلور لشرح القدرة الإدراكية للبشر، كما قام بتأليف اختبار كاتل المتحرر من أثر الثقافة لتقليل انحياز اللغة المكتوبة والخلفية الثقافية في اختبار الذكاء إلى الحد الأدنى.

## الابتكارات والإنجازات
بحث كاتل بشكل أساسي في الشخصية والقدرات والدوافع وأساليب البحث المبتكرة متعددة المتغيرات والتحليل الإحصائي (خاصةً تنقيحاته العديدة على منهجية التحليل العاملي الاستكشافي). في أبحاثه عن الشخصية، اشتُهر بنموذج العوامل الستة عشر لبنية الشخصية الطبيعية المستوحى من التحليل العاملي، ودفاعه عن هذا النموذج أمام نموذج العوامل الثلاثة لآيزنك ذي الترتيب الأعلى والأبسط، ووضع مقاييس لهذه العوامل الأولية في شكل استبيان عوامل الشخصية الستة عشر (وملحقيه للأصغر عمرًا: استبيان الشخصية في المدرسة الثانوية واستبيان الشخصية للأطفال على التوالي). كان أول من اقترح نموذجًا هرميًا ومتعدد المستويات للشخصية مع العديد من العوامل الأولية الأساسية في المستوى الأول والعوامل الأقل والأوسع «من الدرجة الثانية» في مستوى أعلى من تنظيم الشخصية. مهّدت عناصر «السمات العالمية» لنموذج سمات الشخصية الخمسة الشهير حاليًا. أدت أبحاث كاتل إلى مزيد من التقدم، كالتمييز بين مقاييس الحالة والسمة (على سبيل المثال، حالة - سمة القلق) على سلسلة متصلة تبدأ من الحالات العاطفية العابرة الفورية، ثم الحالات المزاجية طويلة المفعول، والسمات التحفيزية الديناميكية، وسمات الشخصية الدائمة نسبيًا. أجرى كاتل أيضًا دراسات تجريبية حول التغيرات التطورية في سمات الشخصية خلال فترة الحياة.
في مجال القدرات المعرفية، بحث كاتل في مجموعة واسعة من القدرات، لكنه اشتُهر بالتمييز بين الذكاء السائل والذكاء المتبلور. ميّز بين القدرات المعرفية المجردة المتكيفة المتأثرة بيولوجيًا التي أطلق عليها «الذكاء السائل» والقدرة التطبيقية القائمة على الخبرة والمعزّزة بالتعلم التي أطلق عليها «الذكاء المتبلور». وهكذا، على سبيل المثال، قد يحظى الميكانيكي الذي عمل على محركات الطائرات مدة 30 عامًا بقدر كبير من المعرفة «المتبلورة» حول طريقة عمل هذه المحركات، أما المهندس الشاب الغرير الذي يتمتع «بذكاء سائل» قد يركز على نظرية عمل المحرك أكثر، قد يكمل هذان النوعان من القدرات بعضهما ويعملان معًا لتحقيق الهدف. كأساس لهذا التمييز، طور كاتل نموذج استثمار القدرة، مجادلًا أن القدرة المتبلورة تنشأ من استثمار القدرة السائلة في موضوع معين من المعرفة. ساهم في علم الأوبئة المعرفي بنظريته القائلة بأن المعرفة المتبلورة -الأكثر تطبيقًا- يمكن الحفاظ عليها أو حتى زيادتها بعد أن تبدأ القدرة السائلة بالتراجع مع تقدم العمر، وهو مفهوم مستخدم في اختبار القراءة الوطني للبالغين. وضع كاتل عددًا من اختبارات القدرة، من ضمنها بطارية القدرة الشاملة التي توفر مقاييس لعشرين قدرة أساسية، واختبار الذكاء المتحرر من أثر الثقافة الذي صُمّم لتوفير مقياس غير لفظي تمامًا للذكاء مثل الذي نراه الآن في اختبارات ريفن. تهدف مقاييس الذكاء المتحرر من أثر الثقافة إلى تقليل تأثير الخلفية الثقافية أو التعليمية في نتائج اختبارات الذكاء.

## وصلات خارجية
- رايموند كاتل على موقع الموسوعة البريطانية (الإنجليزية)

- Prof. John Gillis's Website about Raymond B. Cattell
- A Memorial to Raymond Bernard Cattell
- Human Intelligence: Raymond B. Cattell
- The Cattell Legacy
- Cattell Biography
- The Cattell Award
- Biography Raymond Cattell
- Biography Raymond Cattell
- Biography Raymond Bernard Cattell
- Personality Trait Theory
- Personality Factors
- A Concise Beyondist Catechism
- Interview With Raymond B. Cattell from The Eugenics Bulletin, Spring-Summer 1984.
- Raymond B. Cattell and The Fourth Inquisition
- Beyondism: Raymond B. Cattell and the New Eugenics